# Barbara Kistler
Barbara Kistler (alemany: Barbara Anna Kistler)  (Zúric, 21 de novembre de 1955 - Província de Tunceli, 1993) va ser una revolucionària maoista suïssa, activista del TKP/ML i membre de l'Exèrcit d'Alliberament dels Treballadors i Camperols de Turquia.

## Biografia
Kistler va néixer a Zúric, Suïssa el 1955. Va ser membre del Grup contra l'Aïllament (KGI), que cercava crear un Partit Comunista a Suïssa. El 1980, va conèixer comunistes de Turquia que havien escapat a Suïssa per fugir del cop d'estat militar. El 1986 Barbara Kistler va entrar en contacte amb simpatitzants del TKP/ML. El 19 de maig de 1991 va ser detinguda a Istanbul juntament amb els seus col·laboradors. Va romandre incomunicada durant 10 dies Kistler va ser alliberada el 16 de setembre i va tornar a Suïssa. De tornada a Turquia, va decidir anar a les muntanyes del Kurdistan per unir-se a la lluita armada de l'Exèrcit d'Alliberament Obrer i Camperol de Turquia. Va ser assassinada a la província de DERSIM, el 1993.